# Clarksburg (Indiana)
Clarksburg – jednostka osadnicza w Stanach Zjednoczonych, w stanie Indiana, w hrabstwie Decatur.